# Ron Duguay
Ronald Duguay (* 6. Juli 1957 in Greater Sudbury, Ontario) ist ein ehemaliger kanadischer Eishockeyspieler und -trainer, der in seiner aktiven Zeit von 1973 bis 1996 unter anderem für die New York Rangers, Detroit Red Wings, Pittsburgh Penguins und Los Angeles Kings in der National Hockey League gespielt hat.

## Karriere
Ron Duguay begann seine Karriere als Eishockeyspieler in seiner Heimatstadt bei den Sudbury Wolves, für die er von 1973 bis 1977 in der kanadischen Juniorenliga Ontario Hockey Association aktiv war. Anschließend wurde der Angreifer sowohl von den New York Rangers aus der National Hockey League, als auch von den Winnipeg Jets aus der World Hockey Association gedraftet. Schließlich entschied er sich für das Angebot der New York Rangers, für die er von 1977 bis 1983 insgesamt sechs Jahre lang in der NHL spielte. Daraufhin wurde er zusammen mit Eddie Mio und Ed Johnstone im Tausch gegen Willie Huber, Mark Osborne und Mike Blaisdell an die Detroit Red Wings abgegeben. Diese verließ der Rechtsschütze nach drei Spielzeiten gegen Ende der Saison 1985/86, um sich deren Ligarivalen Pittsburgh Penguins anzuschließen. Für ihn kam Doug Shedden nach Detroit.
In Pittsburgh spielte Duguay weniger als ein Jahr, ehe er am 21. Januar 1987 für Chris Kontos zu den New York Rangers zurückkehrte. Auch dort spielte er nur eine Spielzeit lang sowie anschließend bei den Los Angeles Kings ebenfalls. Für die Saison 1989/90 wurde der ehemalige Junioren-Nationalspieler vom Mannheimer ERC aus der Eishockey-Bundesliga verpflichtet. Nach zwei Jahren bei den San Diego Gulls aus der International Hockey League beendete er vorübergehend seine Karriere, ehe er 1995 zum gleichnamigen Team der West Coast Hockey League zurückkehrte. Mit diesem gewann er in der Saison 1995/96 den Taylor Cup. Nach diesem Erfolg lief der Kanadier nur noch sporadisch für einige Mannschaften auf. Zudem schnürte er anlässlich des Heroes of Hockey Game, welches im Rahmen des NHL All-Star Games stattfand, 2001 noch einmal die Schlittschuhe.
Als Cheftrainer betreute Duguay von 2002 bis 2006 die Jacksonville Barracudas. Diese wechselten gleich mehrfach innerhalb weniger Jahre die Liga und spielten in der Atlantic Coast Hockey League, World Hockey Association 2 und Southern Professional Hockey League. Mit den Barracudas gewann der ehemalige NHL-Spieler 2004 die Meisterschaft der WHA2. Im Anschluss an die Saison 2005/06 legte er sein Amt nieder. Während der Saison 2008/09 kehrte Duguay nochmals als aktiver Spieler aufs Eis zurück und absolvierte jeweils eine Partie für die Brooklyn Aces und Jersey Rockhoppers in der Eastern Professional Hockey League, um eine Non-Profit-Organisation zu unterstützen. Dabei gab er in der Partie für die Brooklyn Aces eine Torvorlage und beendete das Spiel für die Jersey Rockhoppers punkt- und straflos.

### International
Für Kanada nahm Duguay an der Junioren-Weltmeisterschaft 1977 teil, bei der er mit seiner Mannschaft den zweiten Platz belegte.

## Erfolge und Auszeichnungen
- 1977 Silbermedaille bei der Junioren-Weltmeisterschaft
- 1981 Silbermedaille beim Canada Cup
- 1982 Teilnahme am NHL All-Star Game
- 1996 Taylor-Cup-Gewinn mit den San Diego Gulls
- 2001 Teilnahme am Heroes of Hockey Game
- 2004 WHA 2-Meister mit den Jacksonville Barracudas (als Trainer)